# BtoB
BtoB (en hangul, 비투비; acrónimo de Born to Beat) es un grupo masculino surcoreano formado en 2012 por la discográfica Cube Entertainment. Cuenta con seis integrantes: Eunkwang, Minhyuk, Changsub, Hyunsik, Peniel y Sungjae. Originalmente siendo un grupo de siete miembros, Ilhoon abandonó el grupo en diciembre de 2020. El grupo debutó el 22 de marzo de 2012 en M! Countdown con Insane e Imagine. Han publicado 12 miniálbumes y 3 álbumes desde su debut.

## Carrera

### Predebut
El grupo fue formado por Cube Entertainment. Se dijo desde un principio que Seo Eunk Wang, Lee Min Hyuk, Im Hyun Sik, Jung Il Hoon y Lee Min Woo estaban en la lista de los miembros originales que esperaban debutar bajo el nombre de «BtoB». Aparecieron en el sitcom de JTBC I Live in Cheongdam-dong como un grupo de chicos que trabajan para su debut.  Sin embargo, Lee Min Woo había salido de la lista de los integrantes confirmados después de su primera aparición en el sitcom y el hecho de que no debutó con BtoB había molestado a muchos aficionados. El 23 de marzo de 2012, Cube Entertainment había aclarado que había problemas con la salud de Minwoo, resultando incapaz de debutar con el grupo. Además, seguiría siendo un aprendiz bajo Cube. Si lograba recuperarse, todavía tendría la oportunidad de debutar. Minwoo fue confirmado para debutar como un integrante de C-Clown bajo Yedang Entertainment.

### 2012─2013:Born to Beat,Press Play,2nd ConfessionyThriller
El 21 de marzo, BtoB hizo su debut en un showcase celebrado en Seúl, que se transmitió desde su canal oficial de YouTube. Interpretaron sus sencillos «Insane», «Imagine» y varias canciones. BtoB luego publicó su EP debut titulado, Born to Beat el 3 de abril con canciones coescritas por Jörgen Elofsson. El miniálbum incluye las canciones «Insane» y «Imagine», mientras que los integrantes participaron en la escritura de la letra y los raps del álbum.

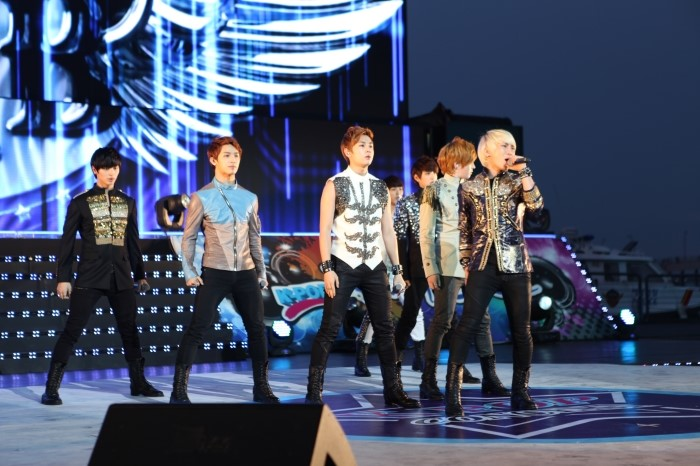
BtoB en 2012.

En abril de 2012, el grupo protagonizó su primer programa de telerrealidad, Amazon, que se transmitió por Mnet.
El 3 de mayo, BtoB publicó un sencillo digital, «Father», junto con un vídeo musical, en conjunción con mayo siendo el «Mes de la Familia». Un Asia Special Edition de su primer EP, fue publicado el 23 de mayo, conteniendo el sencillo previamente lanzado, «Father» y la canción «Irresistible Lips», la cual fue revelada por primera vez en I Live in Cheongdam-dong.
La publicación de Born to Beat (Asia Special Edition) marcó el comienzo de las promociones del álbum en Asia. Ellos iniciaron sus promociones con una conferencia de prensa en Singapur junto con un evento promocional en la Plaza Bugis que atrajo a una multitud de 800 personas. Al día siguiente, actuaron en Clarke Quay para Music Matters Live 2012, un festival de cinco noches que contó con cuarenta bandas de dieciocho países. Un mes más tarde, reanudaron sus promociones de Asia en Indonesia, participando en una entrevista con OneTV Asia. Además, tuvieron su primer showcase indonesio en el Mandarin Oriental Hotel en Yakarta el 21 de junio, actuando tanto para sus fanáticos como para los medios de comunicación. Hicieron su debut en Japón con una actuación en el concierto K-Dream Live en el domo de Tokio el 29 de julio junto a otros cinco grupos. Además, el grupo se presentó en el domo de Sapporo el 1 de agosto en el concierto K-Pop Nonstop Live 2012 in Sapporo.
El 12 de septiembre, el grupo lanzó su segundo EP, Press Play junto con su canción «Wow», que fue compuesta por Kim Do Hoon. El 18 de octubre, el grupo comenzó a promover el siguiente sencillo «Lover Boy» en M! Countdown. Un vídeo musical para la canción fue lanzado el 22 de octubre, que consistió en un montaje de los eventos promocionales que el grupo emprendió durante el año. Tras el final de sus promociones para «I Only Know Love», el grupo comenzó sus actividades en el extranjero una vez más. Empezaron en Singapur el 1 de diciembre, actuando como parte de una formación para Sundown Festival 2012, un evento que invitó a solistas y grupos de Corea del Sur, China, Hong Kong, Taiwán y Japón. El 11 de diciembre, el grupo actuó en 2012 Asia Super Showcase en Kuala Lumpur, Malasia en Kenanga Wholesale City, junto a otros grupos como EXO-M y Super Junior-M. El grupo se convirtió en el primer artista coreano en actuar en un concierto tailandés de supermodelos el 13 de diciembre en el Centro de Convenciones de Bangkok, y más tarde celebró una conferencia de prensa con unos setenta medios de comunicación.

En febrero de 2013, el grupo participó en 2013 United Cube Concert junto a otros artistas de Cube Entertainment, 4minute, Beast, G.NA y Roh Ji Hoon. El concierto tuvo lugar en el Jamsil Arena en Seúl, y atrajo a más de 7 000 fanáticos, locales e internacionales, con conciertos adicionales en China y Japón.
El 6 de abril, BtoB celebró su primer encuentro de fanes en Taiwán, BTOB Press Play in Taiwan, para 1 000 aficionados. Más tarde celebraron dos encuentro de fanes adicionales en Tailandia y Camboya, reuniéndose con alrededor de 2 000 fanáticos en total.
BtoB lanzó su sencillo en CD, «2nd Confession», el 10 de abril. El grupo comenzó a promover el sencillo con una actuación el 12 de abril en M! Countdown.
El 29 de agosto, BtoB lanzó un vídeo musical para la canción «When I Was Your Man», antes de su regreso oficial en septiembre. El 4 de septiembre, el grupo interpretó sus nuevas canciones, «When I Was Your Man» y «Thriller» en Show Champion de MBC Music, antes del lanzamiento de su tercer EP Thriller, que fue lanzado posteriormente el 9 de septiembre.

### 2014─2015:Beep Beep,MoveyThe Winter's Tale
El 17 de febrero, BtoB lanzó su cuarto EP titulado Beep Beep. Incluye un sencillo con el mismo título, que fue producida por el exitoso compositor Brave Brothers. El grupo también celebró un showcase en Club Wave en Apgujeong, Seúl en el mismo día. El EP se posicionó en el primer lugar de Gaon Album Chart en la novena semana de 2014, convirtiéndolo en su primer álbum en llegar al primer puesto. El grupo comenzó las promociones del álbum con una actuación en M! Countdown el 20 de febrero.

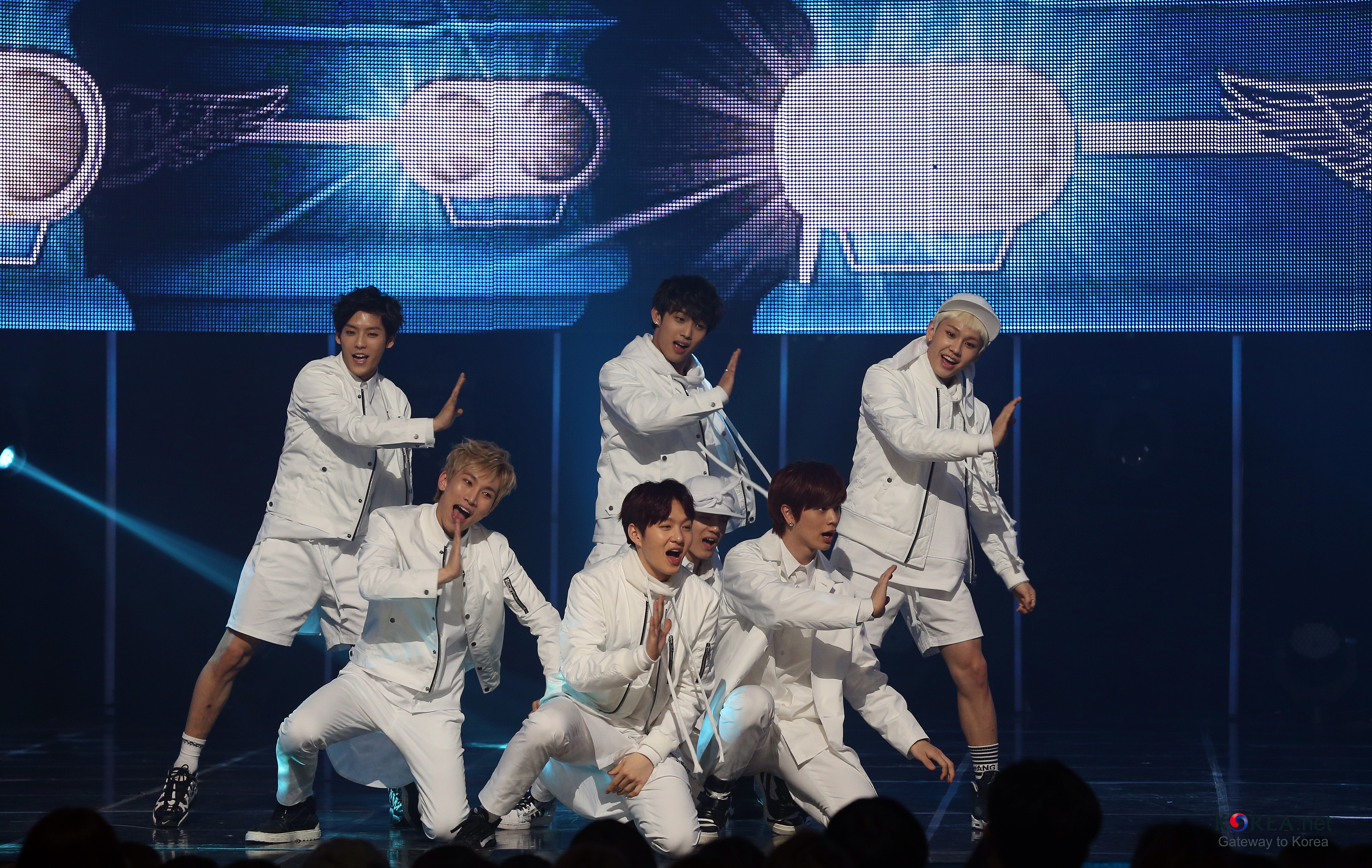
BtoB en marzo de 2014.

En julio, el grupo tuvo su primer concierto en solitario, Summer Vacation with BTOB, en Japón, con dos conciertos el 19 de julio en Osaka y otros dos conciertos el 21 de julio en Tokio, obteniendo un total de cuatro conciertos. Cada concierto reunió a más de 2 000 aficionados, para un total de 8 000.
El 29 de septiembre, BtoB lanzó su quinto EP, Move, junto con el sencillo principal «You're So Fly». También se dio a conocer un nuevo logotipo del grupo. El logo tiene símbolos en forma de corazón que representan dos B mayúscula de BtoB, expresando el amor de BtoB por hacia sus fanáticos y su deseo de presentar música conmovedora desde el corazón.
BtoB celebró su primer concierto en solitario en Corea, Hello Melody, del 31 de octubre al 4 de noviembre en el Parque Olímpico de Seúl.
En octubre, BtoB firmó un contrato con un sello discográfico japonés, Kiss Entertainment, para las actividades del grupo en Japón.
El 12 de noviembre, el grupo publicó su primer sencillo japonés, «WOW» y comenzó promociones en Japón.
El 22 de diciembre, el grupo lanzó un EP especial de invierno, y también su sexto EP, The Winter's Tale. El EP contiene cinco canciones, entre ellos la canción prelanzada «You Can Cry» y el sencillo principal «The Winter's Tale«. «The Winter's Tale» es la primera canción del grupo compuesta y producida por los miembros Hyun Sik e Il Hoon.
El 14 y 22 de febrero, BtoB celebró su primera reunión oficial de fanatáticos titulada Be My Valentine en Osaka y Tokio, Japón. Todos los espectáculos se agotaron, reuniendo un total de 5 000 aficionados. BtoB liberó su primer sencillo original japonés, titulado «Future» el 25 de marzo. El sencillo registró unas 70 000 copias vendidas y ocupó el segundo lugar en Oricon Singles Chart de Japón. El mismo día, su sencillo se ubicó en el primer lugar de la lista semanal Tower Records, la tienda de discos más grande de Japón. Continuaron promoviendo en todo Japón (Osaka, Nagoya y Tokio) a través de conciertos y varios eventos hasta el 30 de marzo.
El 4 de abril, el grupo hizo su primer concierto exclusivo, titulado Hello Melody en Busan, Corea del Sur, donde se llevó a cabo en Busan KBS Hall. El 29 de abril, el grupo realizó su primer concierto en solitario en Japón, The Secret Diary, seis meses después de su debut en Japón, y según se informa, reunió a 10 000 fanáticos.

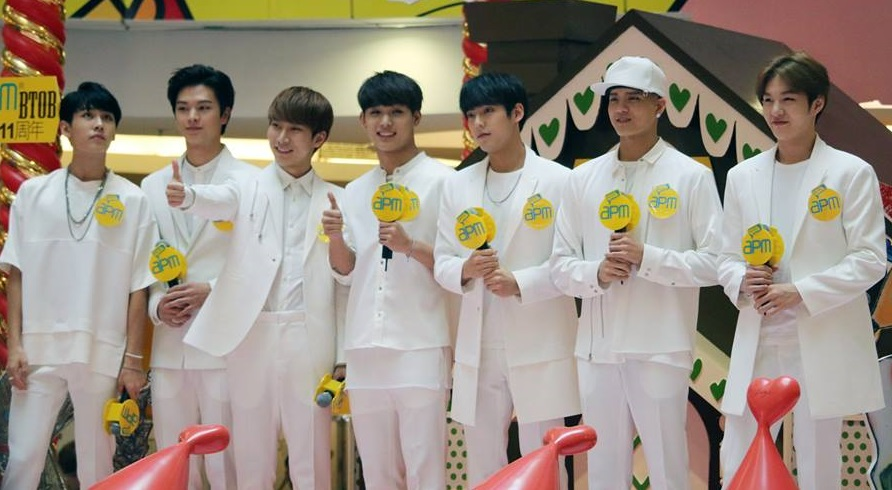
BtoB en 2015.

El 28 de junio, BtoB lanzó su primer álbum de estudio, Complete. El álbum consta de trece canciones, incluyendo el sencillo principal «It's Okay», «Shake It!» que fue una canción extra de su quinto EP Move, y una versión acústica de su sencillo debut «Insane». «It's Okay» es una canción de balada y R&B, y es también la primera canción de balada del grupo. El sencillo principal, se posicionó en el primer lugar de varias listas musicales de Corea del Sur después de su lanzamiento, y es la primera vez que el grupo superó las listas desde su debut en 2012.
Su tercer sencillo japonés, «Summer Color My Girl», fue lanzado el 19 de agosto, después de que concluyeran sus promociones coreanas.
El 12 de octubre, BtoB lanzó su séptimo EP, I Mean, junto con el vídeo musical de su canción titulada, «Way Back Home». El 21 de octubre, BtoB recibió su primera victoria en el programa musical Show Champion, después de 3 años y 7 meses, con la canción «Way Back Home».
BtoB celebró su segundo concierto en solitario, Born to Beat Time, el 19 y 20 de diciembre en el Gimnasio Jangchung de Seúl. Las entradas para el concierto se agotaron en cinco minutos. Ellos interpretaron sus canciones exitosas frente a un total de 8 000 aficionados, y también incluyó actuaciones de su subunidad.
Gracias a las canciones de balada que el grupo publicó, les hizo ganar múltiples nominaciones en premios de fin de año y ganando el premio «Mejor Actuación Vocal» en la trigésima entrega de los Golden Disk Awards y el «Premio de Balada» por «It's Okay» en los Seoul Music Awards.

### 2016─presente:Remember That,New Men,24/7yFeel'eM
El 3 de febrero, BtoB lanzó un teaser de su cuarto sencillo japonés, «Dear Bride». El sencillo completo fue lanzado el 24 de febrero. BtoB inició su segunda gira titulada, BTOB Zepp Tour 2016 B-Loved, del 10 al 14 de febrero. Se reunieron con sus aficionados en cuatro ciudades de Japón, incluyendo Nagoya, Tokio, Fukuoka y Namba.
El 21 de febrero, el grupo celebró su segunda reunión de fanes, BTOB Awards, para 3 500 aficionados. La reunión fue diseñada como una verdadera entrega de premios. El grupo continuó sus conciertos con Born to Beat Time: Encore Concert que se celebró del 27 al 28 de marzo en el Jamsil Arena para 14 000 fanes. El 28 de marzo, BtoB lanzó su octavo EP, Remember That, con la canción titulada «Remember That», como parte de su trilogía de baladas.
El grupo lanzó su quinto sencillo japonés, «L.U.V», el 15 de junio. Logró posicionarse en la primera posición en Billboard Japón Hot 100, vendiendo más de 77 000 copias en su primera semana.
El 24 de junio, BtoB participó en la KCON 2016 NY en Newark, Nueva Jersey. El 6 de agosto, BtoB lanzó un sencillo especial de verano, «I Want to Vacation», como un regalo para los fanes. La canción fue compuesta y producida por Jerry.L y Sweetch, con las partes del rap escritas por Ilhoon, Minhyuk y Peniel. También fue utilizada como la canción para el programa de telerrealidad, Battle Trip de KBS2.

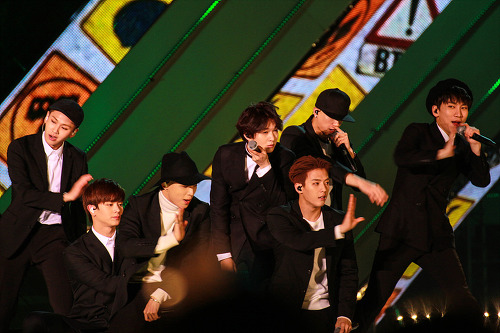
BtoB en 2016.

El 7 de noviembre, BtoB lanzó su noveno miniálbum, New Men. Incluye la canción «I'll Be Your Man», que marca la primera canción de dance del grupo después de dos años y dos meses. «I'll Be Your Man» está escrito, compuesto y arreglado por el integrante Hyunsik, mientras que los demás participaron en las otras canciones del álbum. El sencillo luego de su liberación, se posicionó rápidamente en el primer lugar de múltiples listas musicales.
Después de las promociones de New Men en Corea del Sur, el grupo se dirigió a Japón y lanzó su primer álbum de estudio japonés titulado, 24/7. El álbum incluye los sencillos japoneses «WOW», el cual fue publicado previamente y «Mirai Ashita», y sencillo principal «Christmas Time». 24/7 encabezó la lista semanal de Oricon, vendiendo 27 000 copias en una semana.
BtoB celebró su tercer concierto en solitario, BTOB Time, del 21 al 22 de enero de 2017 en el SK Olympic Handball Gymnasium.
El 5 de marzo, BtoB celebró su tercera reunión de fanáticos, BTOB's Secret Room antes del lanzamiento del próximo EP. El 6 de marzo, BtoB lanzó su décimo miniálbum, Feel'eM. El miniálbum incluye el sencillo prelanzado «Someday» y el sencillo principal «Movie». «Someday» es una canción de balada compuesta y escrita por Im Hyun Sik y coescrita por Lee Min Myuk y Jung Il Hoon. Encabezó múltiples listas musicales después de su lanzamiento. «Movie» es una canción de funky dance escrita y compuesta por Jung Il Hoon.
A partir de abril, los integrantes de BtoB lanzarán una canción en solitario cada mes bajo el proyecto, Piece of BTOB. El primer miembro que participó en el proyecto fue Changsub, lanzando la canción de balada «At the End», compuesta por él mismo el 24 de abril. El 30 de mayo, Ilhoon publicó la canción de hip-hop, «Fancy Shoes». El 27 de junio, Peniel lanzó la canción de electrónica «That Girl», que está compuesta por letras en inglés. Hyunsik fue el cuarto miembro en liberar la canción de rock alternativo «Swimming» el 24 de julio, que se reveló por primera vez en el concierto del grupo, BTOB Time en enero de 2017. El 10 de agosto, Minhyuk colaboró con CHEEZE para «Purple Rain». La canción se describe como una canción de hip-hop y R&B sobre el dolor y el arrepentimiento después de una despedida. Sungjae lanzó dos canciones, «Paradise» (primera canción que compuso) y «Tell Me» el 30 de agosto.
El 16 de octubre de 2017 el grupo hace su lanzamiento de su segundo álbum completo Brother Act, con su canción principal «Missing you», la cual se posicionó en los primeros lugares de los charts de música coreanos.
En 2018 el grupo lanza su 11 miniálbum This is Us, con la canción principal  «Only one for me» compuesta por Im HyunSik.

## Subgrupo
En septiembre de 2016, BtoB reveló su primer subunidad, BtoB Blue (en hangul, 비투비 블루) que está compuesto por los vocalistas del grupo: Eunkwang, Changsub, Hyunsik y Sungjae. BtoB Blue lanzó el sencillo digital «Stand By Me» el 19 de septiembre de 2016.
El 2 de agosto de 2018, la subunidad realiza su primer Comeback con su sencillo digital  «When it rains» compuesta por Im HyunSik.

## Miembros
| Integrantes      | Integrantes      | Integrantes          | Integrantes          | Integrantes                       | Integrantes                                  |
| Nombre artístico | Nombre artístico | Nombre de nacimiento | Nombre de nacimiento | Fecha de nacimiento               | Lugar de nacimiento                          |
| Romanización     | Hangul           | Romanización         | Hangul               | Fecha de nacimiento               | Lugar de nacimiento                          |
| ---------------- | ---------------- | -------------------- | -------------------- | --------------------------------- | -------------------------------------------- |
| Eunkwang         | 은광             | Seo Eun Kwang        | 서은광               | 22 de noviembre de 1990 (34 años) | Seúl, Corea del Sur                          |
| Minhyuk          | 민혁             | Lee Min Hyuk         | 이민혁               | 29 de noviembre de 1990 (34 años) | Seúl, Corea del Sur                          |
| Changsub         | 창섭             | Lee Chang Sub        | 이창섭               | 26 de febrero de 1991 (34 años)   | Suwon, Provincia de Gyeonggi, Corea del Sur  |
| Hyunsik          | 현식             | Im Hyun Sik          | 임현식               | 7 de marzo de 1992 (33 años)      | Gangseo-gu, Seúl, Corea del Sur              |
| Peniel           | 프니엘           | Peniel Shin          | 프니엘 신            | 10 de marzo de 1993 (32 años)     | Chicago, Illinois, Estados Unidos            |
| Sungjae          | 성재             | Yook Sung Jae        | 육성재               | 2 de mayo de 1995 (30 años)       | Yongin, Provincia de Gyeonggi, Corea del Sur |
| Exintegrantes    |                  |                      |                      |                                   |                                              |
| Ilhoon           | 일훈             | Jung Il Hoon         | 정일훈               | 4 de octubre de 1994 (30 años)    | Gangnam-gu, Seúl, Corea del Sur              |

## Discografía
Álbum de estudio
- 2015: Complete
- 2017: Brother Act
- 2022: Be Together

EPs/Miniálbumes
- 2012: Born to Beat
- 2012: Press Play
- 2013: Thriller
- 2014: Beep Beep
- 2014: Move
- 2014: The Winter's Tale
- 2015: I Mean
- 2016: Remember That
- 2016: New Men
- 2017: Feel'eM
- 2018: This Is Us

## Conciertos y giras
| Participaciones en conciertos y shows especiales |
| --- |
| - 2013: United Cube Concert (junto con compañeros de Cube Entertainment) - 2014: 1st Concert: Hello Melody in Seoul - 2015: 1st Concert: Hello Melody in Busan (con Girls' Generation, Red Velvet y Super Junior) - 2015: The Secret Diary (Japan Tour) - 2015: 2nd Concert: Born to Beat Time |